# Ядерна трансмутація

Ілюстрація протон-протонного ланцюга з водню, що утворює дейтерій, гелій-3 і звичайний гелій-4.

Ядерна трансмутація — це перетворення одного хімічного елемента або ізотопу в інший хімічний елемент. Ядерна трансмутація відбувається в будь-якому процесі, коли кількість протонів або нейтронів у ядрі атома змінюється.
Трансмутація може бути досягнута або ядерними реакціями (під час яких зовнішня частинка реагує з ядром), або радіоактивним розпадом, де не потрібна зовнішня причина.
Природна трансмутація шляхом зоряного нуклеосинтезу в минулому створила більшість важчих хімічних елементів у відомому існуючому Всесвіті, і продовжує відбуватися донині, утворюючи переважну більшість найпоширеніших елементів у Всесвіті, включаючи гелій, кисень і вуглець. Більшість зірок здійснюють трансмутацію за допомогою реакцій термоядерного синтезу за участю водню та гелію, тоді як набагато більші зірки також здатні об'єднувати важчі елементи до заліза на пізньому етапі їхньої еволюції.
Елементи, важчі за залізо, такі як золото або свинець, створюються шляхом елементарних трансмутацій, які природним чином можуть відбуватися в наднових. Зараз відомо, що одна з цілей алхімії, перетворення основних речовин у золото, неможлива хімічними засобами, але можлива фізичними. Коли зірки починають синтезувати важчі елементи, від кожної реакції синтезу виділяється значно менше енергії. Це триває до тих пір, поки не буде досягнуто залізо, яке утворюється в результаті ендотермічної реакції, що споживає енергію. У таких умовах неможливо створити важчий елемент.
Один із типів природної трансмутації, яка спостерігається в даний час, відбувається, коли певні радіоактивні елементи, присутні в природі, спонтанно розпадаються в результаті процесу, який викликає трансмутацію, наприклад альфа- або бета-розпад. Прикладом є природний розпад калію-40 до аргону-40, який утворює більшу частину аргону в повітрі. Також на Землі відбуваються природні перетворення з різних механізмів природних ядерних реакцій через бомбардування елементів космічними променями (наприклад, для утворення вуглецю-14), а також іноді через природне бомбардування нейтронами (наприклад, див. природний ядерний реактор поділу).
Штучна трансмутація може відбуватися в механізмах, які мають достатньо енергії, щоб викликати зміни в структурі ядер елементів. До таких машин відносяться прискорювачі частинок і реактори токамак. Звичайні енергетичні реактори поділу також спричиняють штучну трансмутацію, але не за рахунок енергії машини, а шляхом впливу на елементи нейтронів, які утворюються в результаті поділу в результаті штучно створеної ланцюгової ядерної реакції. Наприклад, коли атом урану бомбардують повільними нейтронами, відбувається поділ. Виділяється в середньому 3 нейтрони та велика кількість енергії. Вивільнені нейтрони викликають поділ інших атомів урану, доки весь доступний уран не буде вичерпано. Це називається ланцюговою реакцією.
Штучна ядерна трансмутація розглядається як можливий механізм зменшення обсягу та небезпеки радіоактивних відходів.

## Історія

### Алхімія
Термін трансмутація сходить до алхімії. Алхіміки шукали філософський камінь, здатний до хризопеї -; перетворення неблагородних металів у золото. У той час як алхіміки часто розуміли хризопею як метафору містичного або релігійного процесу, деякі практики прийняли її буквальне тлумачення і намагалися виготовити золото за допомогою фізичних експериментів. Неможливість трансмутації металів обговорювалася серед алхіміків, філософів і вчених ще з Середньовіччя. Псевдоалхімічна трансмутація була заборонена і публічно висміювалася, починаючи з чотирнадцятого століття. Такі алхіміки, як Міхаель Майєр і Генріх Хунрат, писали трактати, в яких викривали шахрайські заяви про виготовлення золота. До 1720-х років уже не було поважних діячів, які займалися фізичним перетворенням речовин у золото. Антуан Лавуазьє у 18 столітті замінив алхімічну теорію елементів сучасною теорією хімічних елементів, а Джон Дальтон розвинув поняття атомів (з алхімічної теорії корпускул) для пояснення різних хімічних процесів. Розпад атомів — це особливий процес, що потребує значно більших енергій, ніж могли б досягти алхіміки.

### Сучасна фізика
Вперше його свідомо застосував до сучасної фізики Фредерік Содді, коли він разом з Ернестом Резерфордом у 1901 році виявив, що радіоактивний торій сам перетворюється на радій. Пізніше Содді згадував, що у момент усвідомлення цього він вигукнув: «Резерфорд, це трансмутація!» Резерфорд відповів: «Заради Бога, Содді, не називай це трансмутацією. Вони відірвуть нам голови як алхімікам».
Резерфорд і Содді спостерігали природну трансмутацію як частину радіоактивного розпаду типу альфа-розпаду. Перша штучна трансмутація була здійснена в 1925 році Патріком Блекеттом, науковим співробітником, який працював під керівництвом Резерфорда, з перетворенням азоту в кисень за допомогою альфа-частинок, спрямованих на азот 14 N + α → 17O + p. У 1919 році Резерфорд показав, що протон (він назвав його атомом водню) випромінювався під час експериментів з альфа-бомбардуванням, але він не мав інформації про залишкове ядро. Експерименти Блекетта в 1921—1924 роках дали перші експериментальні докази штучної ядерної реакції трансмутації. Блекетт правильно визначив основний процес інтеграції та ідентичність залишкового ядра. У 1932 році повністю штучна ядерна реакція та ядерна трансмутація були досягнуті колегами Резерфорда Джоном Кокрофтом та Ернестом Волтоном, які використали штучно прискорені протони проти літію-7, щоб розділити ядро на дві альфа-частинки. Дяі була широко відома як «розщеплення атома», хоча це не була сучасна ядерна реакція поділу, відкрита в 1938 році Отто Ганом, Лізою Мейтнер та їхнім помічником Фріцем Штрассманом у важких елементах. У 1941 році Руббі Шерр, Кеннет Бейнбрідж і Герберт Лоуренс Андерсон повідомили про ядерну трансмутацію ртуті в золото.
Пізніше у двадцятому столітті було розроблено трансмутацію елементів у зірках, що пояснює відносну кількість важчих елементів у Всесвіті. За винятком перших п'яти елементів, які виникли під час Великого вибуху та інших процесів космічного випромінювання, зоряний нуклеосинтез пояснював велику кількість усіх елементів, важчих за бор. У своїй статті «Синтез елементів у зірках» 1957 року Вільям Альфред Фаулер, Маргарет Бербідж, Джеффрі Бербідж і Фред Хойл пояснили, як надлишок практично всіх хімічних елементів, крім найлегших, можна пояснити процесом нуклеосинтезу в зірках.
За справжньої ядерної трансмутації набагато легше перетворити золото на свинець, ніж виконати зворотну реакцію, яку палко переслідували алхіміки. Було б легше перетворити золото на свинець шляхом захоплення нейтронів і бета-розпаду, залишивши золото в ядерному реакторі на тривалий період часу. 
Глен Сіборг видобув кілька тисяч атомів золота з вісмуту, але з чистими збитками.
Додаткову інформацію про синтез золота див. у розділі Синтез дорогоцінних металів .
197Au + n -> 198Au (період напіврозпаду 2.7 днів) -> 198Hg + n -> 199Hg + n → 200Hg + n → 201Hg + n -> 202Hg + n -> 203Hg (період напіврозпаду 47 днів) -> 203Tl + n → 204Tl (період напіврозпаду 3.8 років) → 204Pb

## Трансмутація у Всесвіті
Вважається, що Великий вибух є джерелом появи водню (включаючи весь дейтерій) і гелію у Всесвіті. На водень і гелій разом припадає 98 % маси звичайної матерії у Всесвіті, тоді як інші 2 % складають все інше. Під час Великого вибуху також утворилися невеликі кількості літію, берилію і, можливо, бору. Більше літію, берилію та бору було отримано пізніше в результаті природної ядерної реакції, сколювання космічними променями.
Зоряний нуклеосинтез відповідає за всі інші елементи, які природно зустрічаються у Всесвіті у вигляді стабільних ізотопів і первинних нуклідів, від вуглецю до урану. Це сталося після Великого вибуху, під час формування зірок. Деякі легші елементи від вуглецю до заліза були утворені в зірках і випущені в космос асимптотичними гігантськими зірками (AGB). Це різновид червоного гіганта, який «роздуває» свою зовнішню атмосферу, що містить деякі елементи від вуглецю до нікелю та заліза. Усі елементи з атомною вагою більше 64 атомних одиниць маси утворюються в наднових зірках шляхом захоплення нейтронів, який підрозділяється на два процеси: r-процес і s-процес.
Вважається, що Сонячна система ущільнилася приблизно за 4,6 мільярда років до теперішнього часу з хмари водню та гелію, що містить важчі елементи в пилових зернах, утворених раніше великою кількістю таких зірок. Ці зерна містили більш важкі елементи, утворені трансмутацією раніше в історії Всесвіту.
Усі ці природні процеси трансмутації в зірках тривають сьогодні, як у нашій галактиці, так і в інших. Зірки зливають водень і гелій у все важчі елементи, щоб виробляти енергію. Наприклад, спостережувані криві блиску наднових зірок, таких як SN 1987A, показують, що вони викидають у космос велику кількість (порівняну з масою Землі) радіоактивного нікелю та кобальту. Однак невелика частина цього матеріалу досягає Землі. Більшість природних трансмутацій на Землі сьогодні відбувається за допомогою космічних променів (таких як утворення вуглецю-14) і радіоактивного розпаду радіоактивних первісних нуклідів, що залишилися від початкового формування Сонячної системи (таких як калій-40, уран і торій), плюс радіоактивний розпад продуктів цих нуклідів (радій, радон, полоній та ін.). Дивіться ланцюг розпаду.

## Штучна трансмутація ядерних відходів

### Огляд
Трансмутація трансуранових елементів (тобто актиноідів мінус актиній в уран), таких як ізотопи плутонію (приблизно 1 мас.% у ядерному паливі, що використовується в легководних реакторах, або мінорні актиноїди (МА, тобто нептуній, америцій і кюрій), приблизно 0,1 мас. % кожного у використаному ядерному паливі легководних реакторів) може допомогти вирішити деякі проблеми, пов'язані з поводженням з радіоактивними відходами, зменшивши частку довгоіснуючих ізотопів, які вони містять. (Це не виключає необхідності глибокого геологічного сховища для високоактивних радіоактивних відходів). При опроміненні швидкими нейтронами в ядерному реакторі ці ізотопи можуть зазнавати ядерного поділу, при цьому руйнується вихідний ізотоп актиноїду та створюючи спектр радіоактивних і нерадіоактивних продуктів поділу.
Керамічні мішені, що містять актиноїди, можна бомбардувати нейтронами, щоб викликати реакції трансмутації для видалення найважчих довгоживучих видів. Вони можуть складатися з твердих розчинів, що містять актиноїди, наприклад  (Am,Zr)N, (Am,Y)N, (Zr,Cm)O2, (Zr,Cm,Am)O2, (Zr,Am,Y)O2  або просто актиноїдні фази, такі як  AmO2, NpO2, NpN, AmN змішаний з деякими інертними фазами, такими як  MgO,MgAl2O4, (Zr,Y)O2,TiN і ZrN. Роль нерадіоактивних інертних фаз полягає головним чином у забезпеченні стабільної механічної поведінки мішені під нейтронним опроміненням.
Однак із цією стратегією P&T (поділ і трансмутація) є проблеми:
- по-перше, це обмежено дорогою та громіздкою необхідністю відокремлювати довгоживучі ізотопи продуктів поділу, перш ніж вони зможуть піддатися трансмутації.
- також деякі довгоживучі продукти поділу, через малий поперечний переріз захоплення нейтронів не можуть захопити достатню кількість нейтронів для ефективної трансмутації.

Нове дослідження під керівництвом Сатоші Чіби з Tokyo Tech (під назвою «Метод зменшення довгоживучих продуктів поділу шляхом ядерних перетворень за допомогою реакторів швидкого спектру») показує, що ефективна трансмутація довгоживучих продуктів поділу може бути досягнута в реакторах на швидких нейтронах без необхідності розділення ізотопів. Цього можна досягти, додавши сповільнювач дейтерид ітрію.

### Типи реакторів
Наприклад, плутоній може бути перероблений у змішане оксидне паливо та трансмутований у стандартних реакторах. Однак це обмежується накопиченням плутонію-240 у відпрацьованому МОКС-паливі, яке не є особливо корисним (трансмутація в розщеплюваний плутоній-241 відбувається, але з нижчою швидкістю, ніж утворення більшої кількості плутонію-240 із захоплення нейтронів плутонієм-239) і не розщеплюються тепловими нейтронами. Навіть такі країни, як Франція, які широко практикують ядерну переробку, зазвичай не використовують повторно плутоній, що міститься у використаному МОКС-паливі. Важчі елементи можна було б трансформувати в реакторах на швидких нейтронах, але, ймовірно, ефективніше в підкритичному реакторі, який іноді називають підсилювачем енергії і який був розроблений Карло Руббіа. Також були запропоновані джерела термоядерних нейтронів, які добре підходять.

### Види палива
Є декілька видів палива, які можуть включати плутоній у свій початковий склад на початку циклу та мати меншу кількість цього елемента наприкінці циклу. Під час циклу плутоній може спалюватися в енергетичному реакторі, виробляючи електроенергію. Цей процес цікавий не лише з точки зору виробництва електроенергії, а й завдяки його здатності споживати надлишок збройового плутонію з збройової програми та плутоній, отриманий у результаті переробки використаного ядерного палива.
Одним із них є змішане оксидне паливо. Його суміш оксидів плутонію та урану є альтернативою низькозбагаченому урановому паливу, яке переважно використовується в легководних реакторах. Оскільки уран присутній у змішаному оксиді, хоча плутоній буде спалений, плутоній другого покоління буде отримано шляхом радіаційного захоплення U-238 і двох наступних бета-розпадів.
Паливо з плутонієм і торієм також є варіантом. У ньому нейтрони, що вивільняються під час поділу плутонію, захоплюються Th-232. Після радіаційного захоплення Th-232 перетворюється на Th-233, який зазнає двох бета-розпадів, що призводить до утворення подільного ізотопу U-233. Поперечний переріз радіаційного захоплення Th-232 більш ніж у три рази перевищує переріз U-238, що забезпечує більшу конверсію в розщеплювальне паливо, ніж у U-238. Через відсутність урану в паливі плутоній другого покоління не виробляється, і кількість спаленого плутонію буде більшою, ніж у змішаному оксидному паливі. Однак у використаному ядерному паливі буде присутній U-233, який розщеплюється. Збройовий і реакторний плутоній можна використовувати в плутонієво-торієвому паливі, причому плутоній збройової якості демонструє більше зниження кількості Pu-239.

### Довгоживучі продукти поділу
| Нуклід      | t1/2  | Вихід  | Q     | βγ |
|             | (Ma)  | (%)    | (keV) |    |
| ----------- | ----- | ------ | ----- | -- |
| 99Tc        | 0.211 | 6.1385 | 294   | β  |
| 126Sn       | 0.230 | 0.1084 | 4050  | βγ |
| 79Se        | 0.327 | 0.0447 | 151   | β  |
| 93Zr        | 1.53  | 5.4575 | 91    | βγ |
| 135Cs       | 2.3   | 6.9110 | 269   | β  |
| 107Pd       | 6.5   | 1.2499 | 33    | β  |
| 129I        | 15.7  | 0.8410 | 194   | βγ |
| 1. 2. 3. 4. |       |        |       |    |

Деякі радіоактивні продукти поділу можна перетворити на короткоживучі радіоізотопи шляхом трансмутації. Трансмутація всіх продуктів поділу з періодом напіврозпаду більше одного року вивчається в Греноблі з різними результатами.
Sr-90 і Cs-137 з періодом напіврозпаду близько 30 років є найбільшими джерелами випромінювання (включаючи тепло) у використаному ядерному паливі в масштабі від десятиліть до ~305 років (Sn-121m незначний через низький вихід), і не легко трансмутують, оскільки вони мають низький переріз поглинання нейтронів. Замість цього їх слід просто зберігати, поки вони не розпадуться. Враховуючи, що така тривалість зберігання необхідна, продукти поділу з коротшим періодом напіврозпаду також можна зберігати, поки вони не розпадуться.
Наступним довгоживучим продуктом ділення є Sm-151, який має період напіврозпаду 90 років і є настільки хорошим поглиначем нейтронів, що більша його частина трансмутує, поки ядерне паливо все ще використовується; однак для ефективної трансмутації Sm-151, що залишився в ядерних відходах, знадобиться відокремлення від інших ізотопів самарію. Враховуючи менші кількості та його низькоенергетичну радіоактивність, Sm-151 менш небезпечний, ніж Sr-90 і Cs-137, і його також можна залишити для розпаду протягом ~970 років.
Нарешті, є 7 довгоживучих продуктів ділення. Вони мають набагато довший період напіврозпаду в діапазоні від 211 000 років до 15,7 мільйонів років. Два з них, Tc-99 та I-129, досить рухливі в навколишньому середовищі, щоб становити потенційну небезпеку, є вільними (технецій не має відомих стабільних ізотопів) або здебільшого вільними від суміші зі стабільними ізотопами того самого елемента та мають невеликі перерізи поглинання нейтронів, але достатні для підтримки трансмутації. Крім того, Tc-99 може замінити U-238 у забезпеченні доплерівського розширення для негативного зворотного зв'язку для стабільності реактора. Більшість досліджень запропонованих схем трансмутації припускають, що 99Tc, 129I та трансуранові елементи є мішенями для трансмутації, а інші продукти ділення, продукти активації та, можливо, перероблений уран залишаються як відходи. Технецій-99 також виробляється як відходи в ядерній медицині з технецію-99m, ядерного ізомеру, який розпадається до основного стану, який не має подальшого використання. Завдяки продукту розпаду 100
Tc (результат захоплення нейтрона 99
Tc) розпадається з відносно коротким періодом напіврозпаду до стабільного ізотопу рутенію, дорогоцінного металу, також може існувати певний економічний стимул для трансмутації, якщо витрати можна знизити достатньо.
З решти 5 довгоживучих продуктів ділення Se-79, Sn-126 і Pd-107 виробляються лише в невеликих кількостях (принаймні в сучасних легководних реакторах на теплових нейтронах на уран-235), а останні два повинні бути відносно інертними. Два інших, Zr-93 і Cs-135, виробляються у більших кількостях, але також не дуже мобільні в навколишньому середовищі. Вони також змішуються з більшою кількістю інших ізотопів того ж елемента. Цирконій використовується як оболонка в паливних стрижнях через те, що він практично «прозорий» для нейтронів, але невелика кількість 93
Zr утворюється шляхом поглинання нейтронів звичайним циркалоєвим сплавом без особливого негативного впливу. Чи 93
Zr може бути повторно використаний для нового облицювального матеріалу, досі не був предметом значних досліджень.